# 金錢會事件
金錢會事件，又稱金錢會起義、金錢會之亂，是清咸丰十一年（1861年）以金钱会为首的乡勇在浙闽边境发起的武装冲突。事件的起因是乡绅陈安澜与牙户李子荣之间的个人恩怨，后来演变为金钱会与地方团练白布团之间的冲突，最后金钱会攻下福鼎、平阳，攻打温州，并围困瑞安城，浙闽总督庆端后派军于同治元年平定了这一冲突。

## 背景
左宗棠在同治二年就金钱会事件所上的奏折中称“（浙江）民与兵勇仇，绅与官吏仇；久且民与民仇，而械斗之患起；绅与绅仇，而倾轧之气生”，实际上可以说是当时温州社会矛盾的概括，可见在金钱会事件背后的温州地方军民、官绅、宗族乃至于士绅内部都存在着尖锐的矛盾。
首先是士绅内部的尖锐矛盾，首先是由捐纳引起。太平天国战争爆发之后，清政府统治区域日益减少，为了筹措军费大力推行捐纳，咸丰四年（1854年）浙江巡抚黄宗汉曾下令“令各殷户赶紧捐纳，否则动用大签，拘提如重犯”，而当时征收捐纳的主要是上层士绅，中下层士绅则深受捐纳毒害。例如瑞安三都富户沙渎陈家曾向局绅孙锵鸣认捐192千，但因为拖延缴纳、到期缺额被孙锵鸣票付县令，最终被县令要求缴纳1000千的巨款。此外“胥吏、地保、土豪交结夤缘，托官势暗中讹诈”，以至于“十亩、廿亩人家亦被胁取”。时值“岁饥、钱荒”，为横征暴敛所逼迫的富人也不得不贱卖土地、借贷周转，压力自然也传递到了农民身上。:73
随着太平天国战争形势恶化，清政府下令在各地兴办团练，具有功名的名门望族在兴办团练上具有优势，但中下层士绅虽然无力独力承当团练，但为了对抗上层士绅，往往会寻求会党的庇护与合作，乃至于亲自参与其中。例如，咸丰四年（1855年）乐清翟振汉事件中“贡、廪、生、监、书、差、兵、役居其（叛军）大半”。金钱会事件中的蔡华也是这样的中下层士绅，他在后成为仅次于金钱会领袖赵起的二号人物，并且在孙锵鸣围剿金钱会的活动中平阳当地的士绅也一直请求调停，以此保全金钱会。大族与会党之间争夺的不仅是团练的主导权，而且还有实实在在团费利益，在这一方面金钱会与瑞安孙氏在摊派团费上手法如出一辙，可见一斑。

## 过程

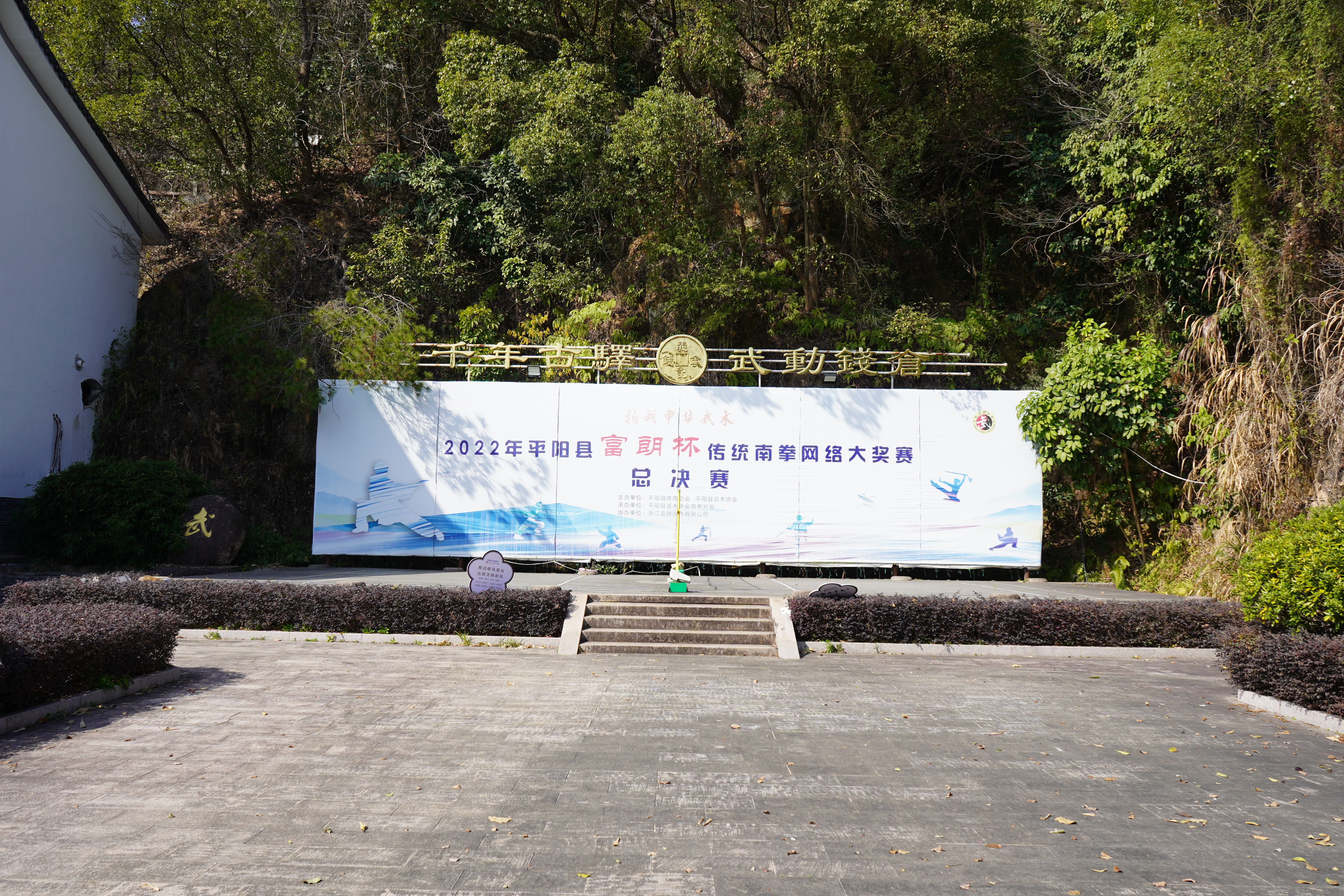
金钱会起义遗址钱仓镇灵顺庙（北山庙）

### 早期金钱会
赵起（一作赵启），平阳县江西垟夏姑桥（今属萧江镇）人。赵起年幼丧母，从小寄养在夏姑桥，住在夏姑桥边，因此被人称作“桥底起”，与项阿右（化名谢公达）、胡盛槐同游。成年后先是在小南垟钱仓镇（今属鳌江镇）做脚夫，“年三十余，设饭铺于其乡，善技击，结交皆拳勇辈，遇贫乏则赠以资，以是名震江南北，渐至闽疆，亡命之往依者众，人皆称’赵大哥”。除了从小长大的兄弟，赵起结交的好友还有有自少从游的「有膽力，平時喜讀英雄書傳」的造像工匠缪元、「以妖術教人吃菜」而被官府悬赏的周榮、逃跑的充军罪犯孟州、江湖郎中朱秀三、銅匠王秀金等等。咸丰八年（1858年）春，时值太平军石达开部入浙，周荣、缪元、朱秀三、谢公达、张元、孔广珍、刘汝凤八人在荆溪山赞啸霞寺聚义，仿效天地会，铸“金钱义记”铭文花钱为信物。孙衣言称赵起之所以改行开饭铺，就是为了接待他的结义兄弟。是年（1858年）九月廿一，赵起兄弟八人又在钱仓山北山庙召集拳勇，向神像盟誓结义，并宣布了组织会规，金钱会由此正式成立。
根据刘祝封《钱匪纪略》的记载，赵起担忧「如今髮逆（太平军）遍江浙，倘有分離日，當以何物做憑」，求卜于神明，最后得到的兆祥即金钱，所以他将“金钱”作为信物，“金钱会”则在机缘巧合下成为了组织的名字。根据孙衣言《会匪纪略》的记载，周荣在青田县传播“妖术”时「入其教者，出錢二百五十，投沸湯中煮，焚以符咒，取湯飲之，刀棒不能傷，謂之‘銅錢壯’」。罗士杰指出，这种铜钱不仅具有信物意义，还具有宗教意义，「金钱会」的名字很可能与「銅錢壯」的宗教仪式有关。温州在宋元本就流行明教，在后来逐渐演变为斋教，乾隆年间福建叛乱的老官齋教即从温州传入。金钱会在成立之初就出现了分裂，主要是銅匠王秀金因私铸金钱收益颇丰，绕过兄弟独占瑞安、平阳沿海的「生意」，导致了赵起等人与之决裂。咸丰十年（1860年）冬，王秀金一系的人因罪当斩，当地风言王秀金准备劫法场，刚刚上任的平阳县官翟惟却束手无策。时任平陽縣錢倉汛外委、金钱会头目之一的朱鳴邦则动员会众到县城助威，打压王秀金的势力。事后翟惟犒赏金钱会，将以金乡、钱仓地名名其为「金钱义团」，还与金钱会众在平阳城墙上当众祭旗，民众以为官府支持金钱会，于是纷纷加入金钱会，争抢「金钱义记」铜钱，金钱会从此横行平阳。

### 林垟起事

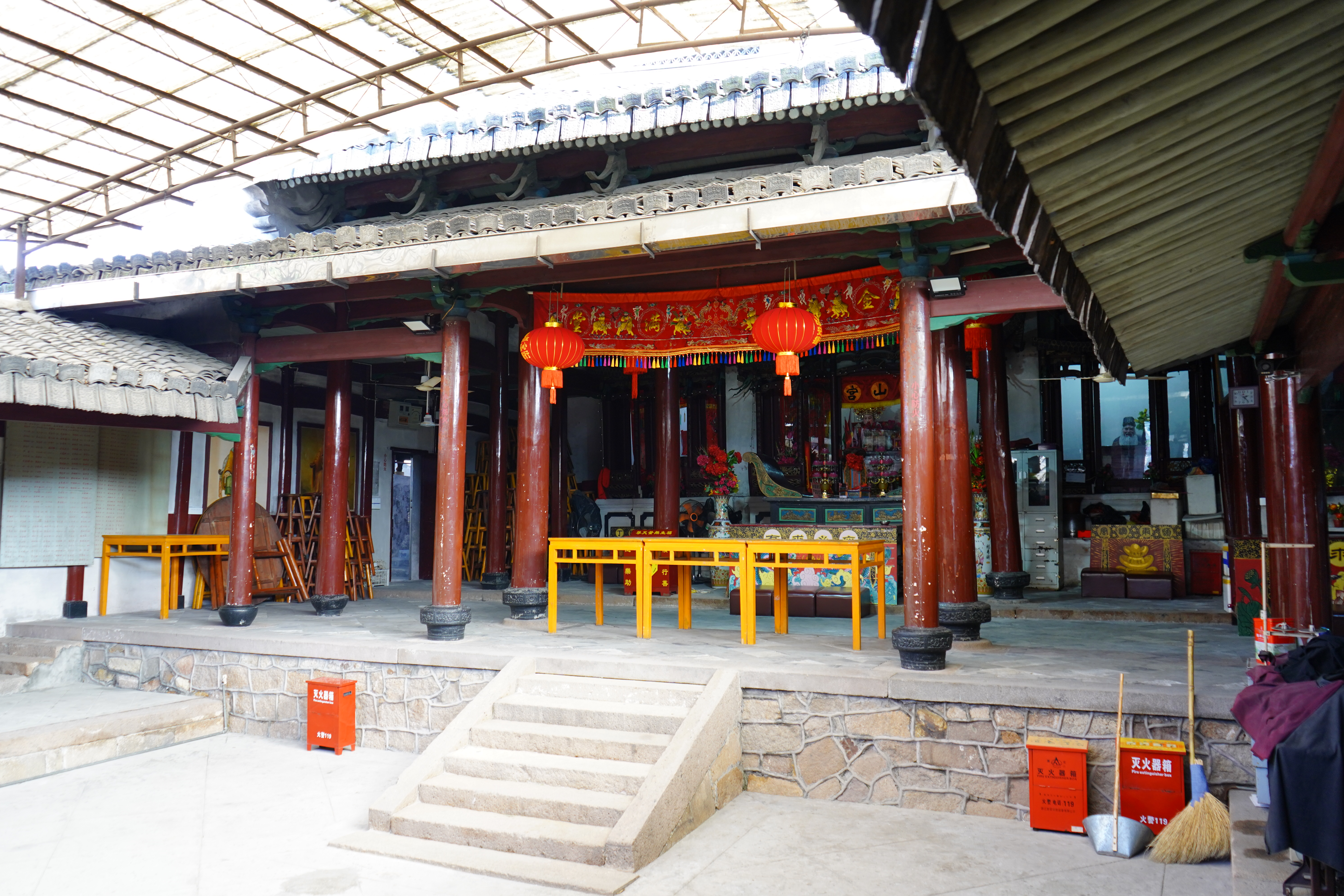
金钱会起义军攻打瑞安指挥部旧址——隆山宫